# Altes Museum
Altes Museum er det ældste museum på Museumsinsel i Berlin. Det blev grundlagt i 1830, og udstiller blandt andet antiksamlingen. De norske universitetsbygninger i Karl Johans gade er inspireret af Altes Museum.
Museet husede blandt andet Nefertiti-busten fra Det Ægyptiske Museum og Papyrussamling fra 2005 indtil 2009, hvor den blev flyttet til det nybyggede Neues Museum.